# Nick Mohammed
Nicholas George Mohammed (Leeds, 2 de octubre de 1980) es un comediante, actor y escritor británico.

## Carrera
Mohammed integró el elenco de la serie de comedia Reggie Perrin de BBC One y fue presentador en la serie The King Is Dead junto a Simon Bird y Katy Wix. Ha hecho apariciones especiales en Pete & Dud: The Lost Sketches, Miranda, How Not to Live Your Life y Life's Too Short. Tras su exitoso debut en el programa Radio 4 de la BBC, la segunda serie de Mohammed, Nick Mohammed en Bits, logró la aclamación de la crítica.
En 2015, se unió al elenco de la comedia de ITV The Job Lot. En 2018 aportó la voz de Piglet en la película de Disney Christopher Robin.
En 2020 pasó a formar parte del elenco de la serie Ted Lasso, interpretando al personaje Nathan "Nate" Shelley durante 3 temporadas.